# 1000-km-Rennen von Monza 1983

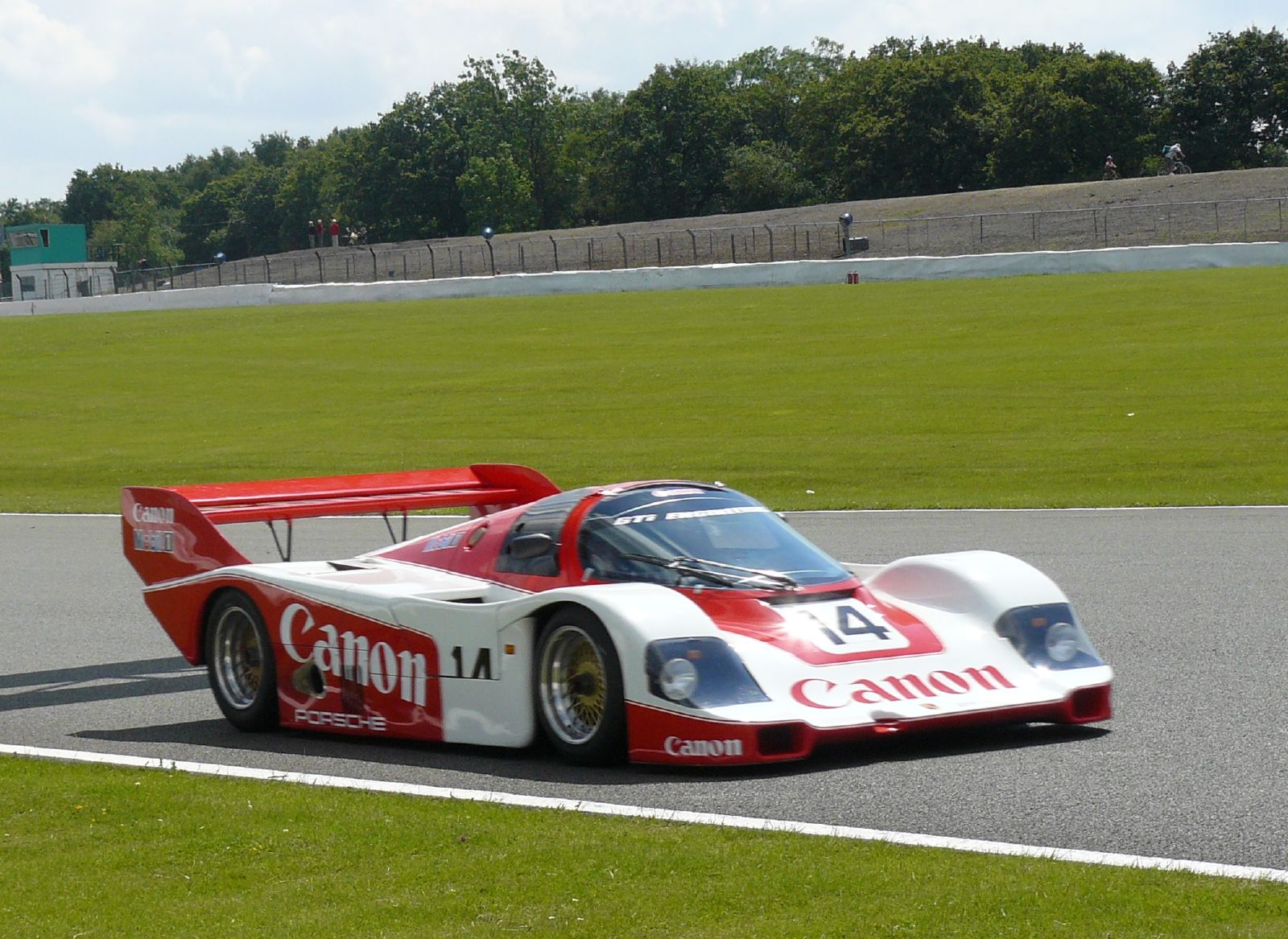
Der Porsche 956 von Richard Lloyd Racing mit der Startnummer 14; hier beim Silverstone Classic 2007. In Monza wurde der Wagen von Jan Lammers, Tiff Needell und Richard Lloyd an die sechste Stelle der Gesamtwertung pilotiert

Das 24.  1000-km-Rennen von Monza, auch Trofeo Filippo Caracciolo, Autodromo Nazionale di Monza, fand am 10. April 1983 auf dem Autodromo Nazionale Monza statt und war der erste Wertungslauf der Sportwagen-Weltmeisterschaft dieses Jahres.

## Das Rennen
Mit dem 1000-km-Rennen von Monza begann im April 1983 die Sportwagen-Weltmeisterschaft dieses Jahres, die sieben Wertungsläufe umfasste und im Dezember mit dem 1000-km-Rennen von Kyalami endete. Die 1982 entwickelten Porsche 956 wurden mit dem Beginn der Saison auch an Kundenteams abgegeben, wobei dafür von Porsche jeweils neue Fahrzeuge aufgebaut wurden. Neben den beiden Werks-956 waren in Monza fünf weitere Fahrzeuge dieses Porsche-Typs am Start. Eine Neuentwicklung brachte Lancia nach Oberitalien. Der Lancia LC2 löste den LC1 ab und gab in Monza sein Renndebüt. Piercarlo Ghinzani zerstörte seinen Einsatzwagen, den er sich mit Teo Fabi teilte, zwar im ersten Training, qualifizierte aber den Ersatzwagen mit einer Zeit von 1:35,860 Minuten für die Pole-Position. Er war damit fast eine Sekunde schneller als Bob Wollek im 956 von Joest Racing. Das Starterfeld für den Weltmeisterschaftslauf war mit 20 Fahrzeugen bescheiden. Der Veranstalter füllte es jedoch mit Fahrzeugen der Gruppe 6 auf, die einen Lauf zur italienischen Sportwagen-Meisterschaft ausfuhren, jedoch in der Weltmeisterschaft nicht gewertet wurden. Somit gingen am Sonntag 27 Fahrzeuge ins Rennen.
Piercarlo Ghinzani ging in Führung und behielt diese bis zum Ausfall in der 24. Runde. Ein Reifenschaden hatte die hintere Aufhängung zerstört und der Italiener musste aufgeben. Daraufhin entwickelte sich ein Zweikampf zwischen dem Joest-Porsche von Bob Wollek und Thierry Boutsen und dem Werks-Porsche von Jacky Ickx und Jochen Mass, der erst knapp vor Schluss zugunsten der Joest-Mannschaft entschieden wurde.

## Ergebnisse

### Schlussklassement
| 1               | C        | 11  | Joest Racing               | Bob Wollek Thierry Boutsen                              | Porsche 956                | 173 |
| 2               | C        | 1   | Rothmans Porsche           | Jacky Ickx Jochen Mass                                  | Porsche 956                | 173 |
| 3               | C        | 12  | Joest Racing               | Rolf Stommelen Clemens Schickentanz Hans Heyer          | Porsche 956                | 170 |
| 4               | C        | 18  | Obermaier Racing           | Axel Plankenhorn Jürgen Lässig Jürgen Barth             | Porsche 956                | 163 |
| 5               | C        | 16  | John Fitzpatrick Racing    | John Fitzpatrick David Hobbs                            | Porsche 956                | 161 |
| 6               | C        | 14  | Richard Lloyd Racing       | Jan Lammers Tiff Needell Richard Lloyd                  | Porsche 956                | 161 |
| 7               | C        | 2   | Rothmans Porsche           | Derek Bell Al Holbert                                   | Porsche 956                | 161 |
| 8               | C        | 23  | Scuderia Sivama            | Diulio Truffo Massimo Sigala                            | Lancia LC1                 | 154 |
| 9               | C        | 4   | Martini Racing             | Riccardo Patrese Michele Alboreto                       | Lancia LC2                 | 151 |
| 10              | B        | 88  | Racing Team Jürgensen GmbH | Edgar Dören Hans-Christian Jürgensen                    | BMW M1                     | 145 |
| 11              | B        | 82  | Jens Winther               | Jens Winther Wolfgang Braun                             | BMW M1                     | 145 |
| 12              | B        | 83  | Georg Memminger            | Georg Memminger Heinz Kuhn-Weiss                        | Porsche 930                | 136 |
| 13              | B        | 85  | Equipe Alméras Fréres      | Jean-Marie Alméras Roland Biancone Jacques Guillot      | Porsche 930                | 136 |
| Nicht klassiert |          |     |                            |                                                         |                            |     |
| 14              | Gruppe 6 | 106 | Osella Squadra Corse       | Carlo Facetti Martino Finotto Carlo Franchi             | Osella PA9                 | 133 |
| Ausgefallen     |          |     |                            |                                                         |                            |     |
| 15              | B        | 81  | Bernd Schiller             | Günter Steckkönig Bernd Schiller                        | Porsche 930                | 70  |
| 16              | C        | 22  | Scuderia Sivama            | Joe Castellano Luigi Moreschi                           | Lancia LC1                 | 38  |
| 17              | C Junior | 51  | Manns Racing               | Les Blackburn Roy Baker                                 | Harrier RX83C              | 38  |
| 18              | C        | 19  | Richard Cleare Racing      | Tony Dron Richard Cleare Margie Smith-Haas              | Kremer CK5                 | 32  |
| 19              | C        | 5T  | Martini Racing             | Piercarlo Ghinzani Teo Fabi                             | Lancia LC2                 | 24  |
| 20              | B        | 84  |                            | Luigi Colzani Bruno Rebai                               | Porsche 930                | 14  |
| 21              | Gruppe 6 | 101 | Ruggero Parpinelli         | Ruggero Parpinelli Silvano Frisori                      | Osella PA8                 |     |
| 22              | Gruppe 6 | 111 | Arcadio Pezzali            | Arcadio Pezzali                                         | Osella PA8                 |     |
| 23              | Gruppe 6 | 105 | Carlo Franchi              | Carlo Franchi                                           | Osella PA9                 |     |
| 24              | Gruppe 6 | 107 | Giovanni Siliprandi        | Giovanni Siliprandi                                     | Lucchini                   |     |
| 25              | Gruppe 6 | 109 | Adriano Gozzi              | Adriano Gotti                                           | Lucchini S280              |     |
| 26              | Gruppe 6 | 104 | Alfonso Merendino          | Alfonso Merendino                                       | Osella PA9                 |     |
| 27              | Gruppe 6 | 103 | Pasquale Barberio          | Pasquale Barberio                                       | Osella PA9                 |     |
| Nicht gestartet |          |     |                            |                                                         |                            |     |
| 28              | B        | 21  | Maurizio Micangeli         | Maurizio Micangeli Carlo Pietromarchi Bernard de Dryver | De Tomaso Pantera Gruppe C | 1   |
| 29              | C        | 1T  | Rothmans Porsche           | Jacky Ickx Jochen Mass Derek Bell Al Holbert            | Porsche 956                | 2   |
| 30              | C        | 5   | Martini Racing             | Piercarlo Ghinzani Teo Fabi                             | Lancia LC2                 | 3   |

1 Motorschaden im Training
2 Trainingswagen
3 Unfall im Training

### Nur in der Meldeliste
Hier finden sich Teams, Fahrer und Fahrzeuge, die ursprünglich für das Rennen gemeldet waren, aber aus den unterschiedlichsten Gründen daran nicht teilnahmen.
| Pos. | Klasse   | Nr. | Team               | Fahrer                                 | Chassis     |
| ---- | -------- | --- | ------------------ | -------------------------------------- | ----------- |
| 31   | C Junior | 52  | Jolly Club         | Carlo Facetti Martino Finotto          | Alba AR2    |
| 32   | B        | 86  | Angelo Pallavicini | Angelo Pallavicini Antoniella Mandelli | Porsche 924 |
| 33   | B        | 87  | Raymond Touroul    | Raymond Touroul Michel Bienvault       | Porsche 930 |
| 34   | Gruppe 6 | 102 | Renato Bensuglio   | Renato Bensuglio                       | Chevron B36 |
| 35   | Gruppe 6 | 104 | Scuderia Vesuvio   | Gerardo Vatielli                       | Osella PA9  |
| 36   | Gruppe 6 | 108 | Etna               | Attagiule                              | Osella      |
| 37   | Gruppe 6 | 112 | Dario Luraghi      | Dario Luraghi                          | Osella      |
| 38   | Gruppe 6 | 122 | Mario Bensuglio    | Mario Bensuglio                        | Osella PA7  |

### Klassensieger
| Klasse   | Fahrer                  | Fahrer                   | Fahrzeug    | Platzierung im Gesamtklassement |
| -------- | ----------------------- | ------------------------ | ----------- | ------------------------------- |
| C        | Bob Wollek              | Thierry Boutsen          | Porsche 956 | Gesamtsieg                      |
| C Junior | kein Teilnehmer im Ziel |                          |             |                                 |
| B        | Edgar Dören             | Hans-Christian Jürgensen | BMW M1      | Rang 10                         |
| Gruppe 6 | kein Teilnehmer im Ziel |                          |             |                                 |

### Renndaten
- Gemeldet: 37
- Gestartet: 27
- Gewertet: 14
- Rennklassen: 4
- Zuschauer: 15.000
- Wetter am Renntag: Trocken und warm
- Streckenlänge: 5,800 km
- Fahrzeit des Siegerteams: 5:12:06,900 Stunden
- Gesamtrunden des Siegerteams: 173
- Gesamtdistanz des Siegerteams: 1003,400 km
- Siegerschnitt: 192,899 km/h
- Pole Position: Piercarlo Ghinzani – Lancia LC2 (#5T) – 1:35,860 = 217,818 km/h
- Schnellste Rennrunde: John Fitzpatrick – Porsche 956 (#16) 1:40,400 = 207,968 km/h
- Rennserie: 1. Lauf zur Sportwagen-Weltmeisterschaft 1983